# Marga Cella
Marga Cella, nome completo Margherita Vassallo Cella (Milano, 12 novembre 1893 – Bologna, 6 gennaio 1964), è stata un'attrice italiana, attiva in teatro e nel cinema.

## Biografia
Di nascita nobile (è contessa di Rivara), quando è ancora allieva di Teresa Boetti Valvassura ottiene alla fine degli anni dieci una scrittura con Giuseppe Sichel e Antonio Gandusio come attrice brillante, specializzandosi nella pochade. Nei primi anni '20 ha occasione di apparire in due film muti diretti da Luigi Duse, ma sono episodi isolati; sul palcoscenico recitò con Ugo Farulli e Aristide Baghetti e nel 1924 ha il nome in ditta con Mario Gallina e Ruggero Capodaglio. Alla fine degli anni '20 è prima attrice della Compagnia Molinari diretta da Gennaro Di Napoli, al Teatro Nuovo di Napoli, nella quale recitano Eduardo De Filippo, Titina De Filippo, Agostino Salvietti e Gennaro Della Rossa. La maggior parte delle rappresentazioni sono riviste firmate da Mario Mangini e Teodoro Rovito. Recita nuovamente con Gallina e Capodaglio, quindi, dopo un breve periodo passato con la Compagnia Za-bum di Tatiana Pavlova ed essere apparsa nel film Tre uomini in frak del 1932 diretto da Mario Bonnard, si ritira momentaneamente dalle scene.
Riprende a recitare nel 1947 e affronta testi più impegnativi, anche se in parti da caratterista, ma diretta da Luchino Visconti, con i memorabili spettacoli Euridice di Jean Anouilh e Vita col padre di Howard Lindsay e Russel Crouse; quindi nel 1948 è nel cast di Rosalinda o come vi piace, tratto da Come vi piace di William Shakespeare, tutte rappresentate a Firenze. Nel biennio 1953-54 è a Roma, quindi rientrò nel capoluogo toscano per recitare drammi radiofonici nella Compagnia di Prosa di Radio Firenze, diretta da Umberto Benedetto. Sul grande schermo rientra nel 1949 e fino al 1958 recita in una dozzina di film di non grande rilievo, in parti da caratterista. Si ritira quindi a Bologna, nella casa di riposo per artisti intitolata a Lyda Borelli, dove muore all'età di 71 anni.

## Filmografia

### Cinema muto
- Amore nel laccio, regia di Luigi Duse (1922)
- Fiore di prato, regia di Luigi Duse (1922)

### Cinema sonoro
- Tre uomini in frak, regia di Mario Bonnard (1932)
- Vogliamoci bene!, regia di Paolo William Tamburella (1949)
- Napoli eterna canzone, regia di Silvio Siano (1949)
- Prima comunione, regia di Alessandro Blasetti (1950)
- È più facile che un cammello..., regia di Luigi Zampa (1950)
- Atto di accusa, regia di Giacomo Gentilomo (1950)
- Amo un assassino, regia di Baccio Bandini (1951)
- La trappola di fuoco, regia di Gaetano Petrosemolo (1952)
- I tre corsari, regia di Mario Soldati (1952)
- Perdonami!, regia di Mario Costa (1953)
- Jolanda, la figlia del Corsaro Nero, regia di Mario Soldati (1953)
- Peccato che sia una canaglia, regia di Alessandro Blasetti (1954)
- Luna nova, regia di Luigi Capuano (1955)
- Anna di Brooklyn, regia di Vittorio De Sica e Carlo Lastricati (1958)